# Museum der Kunstakademie Vilnius
Das Museum der Kunstakademie Vilnius ist das in seiner heutigen Form im Jahr 1994 gegründete Kunstmuseum der Kunstakademie in Vilnius. Es ging aus dem sogenannten Methoden-Labor hervor. Die Geschichte der Sammlung reicht bis in das 18. Jahrhundert zurück. Ihr Schwerpunkt liegt auf der litauischen Kunst, insbesondere auf mit der Akademie verbundene Künstler sowie deren Schüler.

## Geschichte
Der Ursprung der Sammlung der Kunstakademie Vilnius liegt im 18. Jahrhundert. Im Jahr 1793 begann die Abteilung für Architektur und Zeichnung der Universität Vilnius mit dem Aufbau einer Architektur- und Kunstsammlung, die der Ausbildung der Studenten dienen sollte. Nach der Einrichtung der Abteilung für Malerei an der Universität im Jahr 1797 begann deren Leiter Pranciškus Smuglevičius mit der Erwerbung von Kunstwerken, Gipsabgüssen, Graphiken, Mappenwerken und Büchern über die Grundlagen der Malerei in Warschau. 1802 begann André le Brun, Professor in der Abteilung für Skulptur, mit dem Aufbau einer Skulpturensammlung. Die Graphikabteilung begann ihre Sammeltätigkeit ebenfalls zu Beginn des 19. Jahrhunderts, als der Maler Jonas Rustemas die ersten Kupferstempel in Warschau erwarb. In der Folge erweiterte Juozapas Saundersas die Sammlung um Gipsabgüsse antiker Skulpturen und Druckgraphik, die von Adam Jerzy Czartoryski in Sankt Petersburg gestiftet wurden. Saundersas konzentrierte sich auf den Kauf von Originalgraphiken sowie graphischen Reproduktionen nach Werken berühmter Künstler. Als die Universität Vilnius 1832 in Folge des Novemberaufstandes der Jahre 1830/31 geschlossen wurde, ging der Großteil dieser Sammlungen in den Besitz der Universität Kiew über.
Als die Universität Vilnius in der Zwischenkriegszeit unter polnischer Herrschaft als Polnische Stefan-Batory-Universität wiedergegründet wurde, wurde eine Sammlung von Werken der Professoren und Studenten der Abteilung für bildende Kunst angelegt. Mit der Schließung der Universität im Dezember 1939 ging die Sammlung an die Kunstschule Vilnius über. Am 14. Januar 1941 genehmigte der Kunstrat des Volkskommissars für Bildung der litauischen Sowjetrepublik die Einrichtung eines Akademiemuseums. Dessen Leitung wurde der Maler Antanas Tamošaitis. Zu diesem Zeitpunkt waren viele Objekte der Sammlung aber bereits verloren. Am 25. Oktober 1948 wurde der Maler Leonas Katinas als Direktor des Akademiemuseums berufen. Ab diesem Zeitpunkt wurde es als Methoden-Raum bezeichnet. Aufgrund der prekären räumlichen Verhältnisse wurden in der Zeit nach dem Zweiten Weltkrieg die wertvollen alten Kunstwerke an andere litauische Museen übergeben.

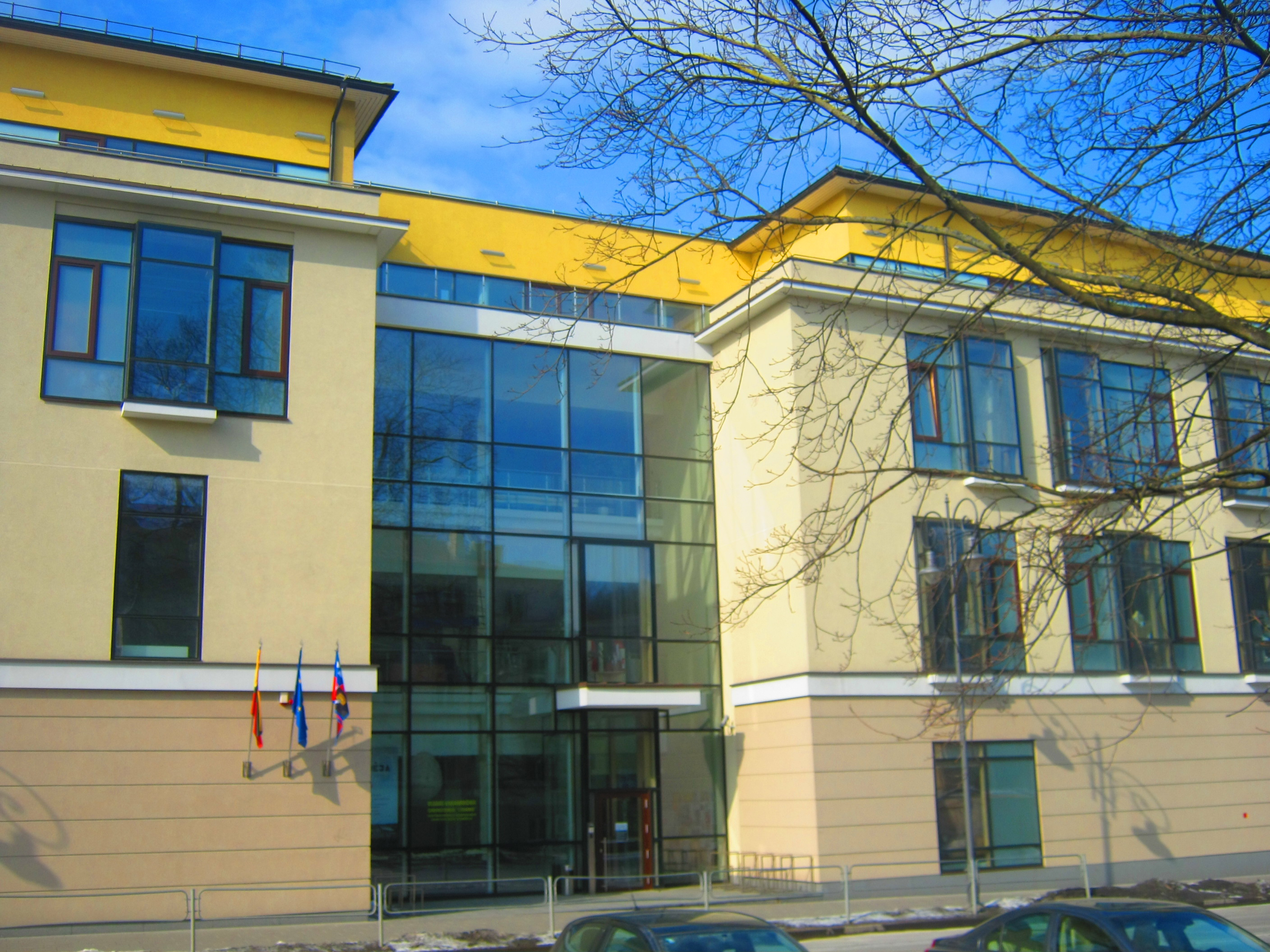
Eingang zum Gebäude, das unter anderem die Ausstellungshalle Titanikas beherbergt.

Das Museum der Kunstakademie Vilnius wurde am 6. Mai 1994 gegründet, als der Senat der Akademie die Umstrukturierung des sogenannten Methoden-Labors beschloss. Im Jahr 2011 wurde das Museum Mitglied in der Lietuvos Muziejų Asociacija, dem litauischen Museumsverband. Es verwaltet neben der Sammlung der Akademie, die in Depots verwahrt wird, auch die Ausstellungshalle Titanikas, die der Akademie gehört. In der Ausstellungshalle können Studierende, Absolventen und Lehrkräfte sowie ausländische Künstler Ausstellungen sowie Workshops und Konferenzen durchführen können. Die Preisträger des Preises für junge Künstler und des Preises für junge Designer werden in der Titanikas präsentiert. Über eine ständige Ausstellungsmöglichkeit verfügt das Museum der Kunstakademie nicht, weshalb Teile der Sammlung in wechselnden Ausstellungen präsentiert werden müssen.

## Sammlung
Der Umfang der Sammlung betrug Ende 2014 20.300 Inventarnummern. Sie umfasste zu diesem Zeitpunkt rund 8500 Zeichnungen, 3900 Graphiken, 2100 Gemälde, 1650 Photographien, 1110 Designobjekte und 500 Architekturzeichnungen. Darüber hinaus besitzt das Museum auch monumentale Kunstwerke, Skulpturen, Keramiken, Textilien und Videokunst.
Einen der Sammlungsschwerpunkte stellen die Kunstwerke, Architekturzeichnungen und -modelle sowie Photographien der Professoren und Studenten der Abteilung für bildende Kunst der Stefan-Batory-Universität aus der Zwischenkriegszeit dar. Bedeutend ist eine umfangreiche Kollektion von Werken des Photographen Jan Bułhak, die in der Rara-Abteilung der Bibliothek der Kunstakademie verwahrt werden. Vertreten sind zudem die Maler Bronislovas Jamontas, Leonas Kosmulskis, Mykolas Rouba, Levas Dobżyńskis und Sofija Urbanavičiūtė, die Graphiker Jerzis Hoppenas, Vladas Drėma und Kazimieras Idczakas. Die Sammlung umfasst außerdem die Entwurfszeichnungen für das dem Dichter Adam Mickiewicz gewidmete Denkmal des Bildhauers und Malers Zbigniew Pronaszko und Entwurfszeichnungen des Architekten Janusz Kłos. Zur Sammlung des Museums gehören darüber hinaus Gemälde, Zeichnungen und Skulpturen von Absolventen der Kunstschule in Kaunas. Zu diesen gehören Petras Aleksandravičius, Antanas Gudaitis, Marcė Katiliūtė, Viktoras Petravičius, Fabijonas Šulcas, Antanas Tamošaitis, Domicėlė Tarabildienė, Kazys Varnelis und Viktoras Vizgirda. Auch der Volkskunst zuzurechnende Zeichnungen, die während Sommerpraktika in Kaunas angefertigt wurden, gehören zum Sammlungsbestand. Die in der Zwischenkriegszeit von der Kunstschule Kaunas angekauften japanischen Drucke gehören zur Sammlung des Museums und werden in der Rara-Abteilung der Akademie-Bibliothek aufbewahrt.
Eine zweite bedeutende Bestandsgruppe ist die Kunst aus der Zeit der litauischen Sowjetrepublik, die am umfangreichsten in der Sammlung vertreten ist und deren älteste Werke aus dem Jahr 1956 stammen. Die Werke stammen unter anderen von den Malern Vincentas Gečas, Vaclovas Gražėnas, Vladas Karatajus, Algirdas Šiekštelė, Aloyzas Stasiulevičius und Jonas Švažas, den Graphikern Rimtautas Gibavičius, Antanas Kmieliauskas, Stasys Krasauskas, Jonas Kuzminskis, Audrius Puipa und Algimantas Švėgžda sowie vom Posterkünstler Juozas Galkus.
Darüber hinaus beherbergt das Museum Werke litauischer Exilkünstler, die entweder als Schenkungen in die Sammlung gelangten oder als Dauerleihgaben verwahrt werden. Zu diesem Bestand gehören unter anderem Gemälde von Albertas Vesčiūnas und Installationen von Elena Gaputytė. Der Kunsthistoriker Povilas Reklaitis stiftete seine Sammlung von Graphiken litauischer Exilkünstler wie Pranas Gailius, Kazys Janulis, Vytautas Kazimieras Jonynas, Vytautas Kasiulis, Žibuntas Mikšys, Antanas Mončys, Viktoras Petravičius, Telesforas Valius und Romas Viesulas dem Museum der Kunstakademie. Die Reklaitis-Sammlung wurde im Rahmen der Sonderausstellung Graphiken lituaischer Exilkünstler 1941-1969 präsentiert.
Die Sammlung wächst vor allem durch Schenkungen von Absolventen der Akademie und deren Familien. 1998 und 1999 erhielt das Museum ein umfangreiches Konvolut von Werken, die unter anderem von Valentinas Antanavičius, Bronius Bružas, Romas Dalinkevičius, Kostas Dereškevičius, Algirdas Dovydėnas, Danutė Jonkaitytė, Algimantas Jonas Kuras, Mindaugas Skudutis, Antanas Kmieliauskas, Gediminas Jokūbonis, Jūratė Stauskaitė, Giedrius Jonaitis und Rimvydas Kepežinskas gestiftet wurden. Der Absolvent und Akademielehrer Algimantas Švėgžda überließ einen umfangreichen Teil seines Nachlasses dem Museum, was die Familie von Leonas Lagauskas, der an der Akademie Graphik unterrichtete, ebenfalls tat. Die Familie von Vincas Kisarauskas schenkte und lieh Gemälde aus dem Früh- und Spätwerk des Malers. Auch Skulpturen von Adomas Stanislovas Raudys und Zeichnungen von Elvyra Kairiūkštytė gelangten auf dieselbe Weise in den Sammlungsbestand.
Werke der Studenten der Akademie werden auf jährlicher Basis der Sammlung hinzugefügt. Sie dienen als Lehrmaterial und für technische Studien, sollen aber auch das Frühwerk kommender Künstler dokumentieren.